# Princ od Vranje
Stefan Zdravković (en cirílico serbio: Стефан Здравковић; Vranje, 29 de septiembre de 1993), conocido profesionalmente como Princ od Vranje (Принц од Врање, literalmente: Príncipe de Vanje) o simplemente Princ (pronunciado prints), es un cantante serbio.

## Primeros años y educación
Stefan Zdravković nació en Vranje y vive en Belgrado desde 2002. Fue campeón nacional serbio y vicecampeón de kárate, y también compitió para el equipo nacional. En la escuela secundaria, a la edad de 15 años, comenzó a tocar música, cuando fundó el grupo Šesta Žica con sus amigos. Es filólogo de profesión, graduado en el Departamento de Lenguas, Literatura y Cultura Escandinavas, Lengua Noruega, de la Facultad de Filología de la Universidad de Belgrado.

## Carrera
Zdravković canta, toca la guitarra y la batería. Desde 2016, es el cantante principal de la banda Sisyphus. En 2020, fue elegido para el papel principal en la ópera rock Jesucristo Superstar de Andrew Lloyd Webber y Tim Rice, organizada por el Centro Cultural de la Ciudad Estudiantil.
Ha participado en numerosos festivales, como el Slavyanski Bazaar en Bielorrusia. Además, fue el ganador del Concurso Internacional de Música “River Notes” en Bulgaria, y también ganó uno de los festivales de música más importantes de Malta. Aparte de lo mencionado anteriormente, también ha participado en festivales en Kazajistán, Lituania, Italia y España. Igualmente, escribió la canción "Lepo moje Vranje", que fue cantada por su amigo Đorđe Popović. Del mismo modo, en el Glasat na Bulgaria, de 4.000 aspirantes, entró en el top 12, es decir, en las semifinales, en 2021.

### Pesma za Evroviziju
El 14 de enero de 2022, se anunció que Princ era uno de los treinta y seis participantes seleccionados para Pesma za Evroviziju '22. Sin embargo, el 19 de enero de 2022, anunció su retirada del concurso debido a conflictos con el compositor de su canción "Ljubi svog čoveka". La canción fue interpretada por Tijana Dapčević, que había representado a la Antigua República Yugoslava de Macedonia (hoy en día, Macedonia del Norte) en el Festival de la Canción de Eurovisión 2014, con una versión alterada titulada "Ljubi, ljubi doveka".
Al año siguiente, en 2023, se anunció que Princ participaría en Pesma za Evroviziju '23 con la canción "Cvet sa istoka", escrita por Dušan Bačić y arreglada por Dejan Nikolić. Los resultados de la votación publicados mostraron que Princ ganó la mayor cantidad de votos de la audiencia tanto en la primera semifinal como en la final, pero en el total final, con los votos del jurado, quedó en segundo lugar, justo por detrás de Luke Black.
En diciembre de 2024, Princ fue anunciado como concursante de Pesma za Evroviziju '25 con la canción "Mila". En esta ocasión, fue el segundo clasificado para el jurado y el tercero para el público, pero esto le valió para ganar el certamen, ya que la ganadora del jurado (Vukayla) quedó séptima en el televoto y los favoritos del público (Bojana x David), no recibieron puntos del jurado. De este modo, consiguió el derecho de representar a Serbia en el Festival de la Canción de Eurovisión 2025, celebrado en Basilea (Suiza).

## Discografía

### Sencillos
| Título                     | Año  | Álbum o EP |
| -------------------------- | ---- | ---------- |
| "Samo mi je lepo"          | 2022 |            |
| "Cvet sa Istoka"           | 2023 |            |
| "Mirno" (con Goca Tržan)   | 2023 |            |
| "Kad pozelis" (con Regina) | 2023 |            |
| "Ajša"                     | 2024 |            |
| "Čardak"                   | 2024 |            |
| "Ela Ela"                  | 2024 |            |
| "Belo"                     | 2024 |            |
| "Paučina" (con sr)         | 2024 |            |
| "Mila"                     | 2025 |            |